# Akanthophoreus gracilis
Akanthophoreus gracilis is een naaldkreeftjessoort uit de familie van de Akanthophoreidae. De wetenschappelijke naam van de soort is voor het eerst geldig gepubliceerd in 1842 door Kroyer.